# 5 mai 1980
Le lundi 5 mai 1980 est le 126e jour de l'année 1980.

## Naissances
- Abdelkrim Kissi, joueur de football marocain
- Alberto Lopo, footballeur espagnol
- Andrew Peters, joueur de hockey sur glace canadien
- Charmane Star, actrice pornographique américaine
- Dagmara Poláková, cycliste slovaque
- David Jalbert, auteur-compositeur-interprète canadien
- Delphine Perret, écrivaine et illustratrice française
- DerMarr Johnson, joueur de basket-ball américain
- Hank Green, vlogger américain
- Hellings Mwakasungula, footballeur malawite
- Ike Taylor, joueur américain de football américain
- José Moreira, athlète portugais
- Maia Hirasawa, chanteuse suédoise
- Martin Retov, footballeur danois
- Nei, footballeur brésilien
- Nguyễn Văn Hùng, champion vietnamien de taekwendo
- Nick Nuyens, coureur cycliste belge
- Pablo Gambarini, joueur de rugby
- Rodolfo Lima, footballeur portugais
- Silvan Aegerter, footballeur suisse
- Somaya Bousaïd, athlète paralympique tunisien
- Thomas Dubiez, joueur de basket-ball français
- Yossi Benayoun, footballeur israélien
- Zach McGowan, acteur américain

## Décès
- André Armengaud (né le 28 avril 1920), historien français
- Edmond Vandercammen (né le 8 janvier 1901), poète belge
- Isabel Briggs Myers (née le 18 octobre 1897), écrivaine américaine
- Louis Aublet (né le 29 avril 1901), architecte français
- Roger Mistral (né le 3 mars 1909), résistant et homme politique français

## Événements
- L'opération Nimrod met fin à la prise d'otages de l'ambassade iranienne à Londres avec la mort de trois des terroristes et la libération de 19 otages.
- Fin de Championnat du monde de snooker 1980
- Sortie du film américain Les monstres sont toujours vivants
- Création du Channel Islands National Marine Sanctuary
- Début des Internationaux d'Italie 1980
- Publication de l'album Wheels of Steel du groupe Saxon